# Салаш Ноћајски
Салаш Ноћајски је насеље у Србији у општини Сремска Митровица у Сремском округу. Према попису из 2022. било је 1586 становника.

## Демографија
У насељу Салаш Ноћајски живи 1484 пунолетна становника, а просечна старост становништва износи 39,7 година (38,3 код мушкараца и 41,3 код жена). У насељу има 605 домаћинстава, а просечан број чланова по домаћинству је 3,11.
Ово насеље је великим делом насељено Србима (према попису из 2002. године).
|  |

| Демографија | Демографија | Демографија |
| Година      | Становника  | Становника  |
| ----------- | ----------- | ----------- |
| 1948.       | 1.725       |             |
| 1953.       | 1.814       |             |
| 1961.       | 2.212       |             |
| 1971.       | 1.829       |             |
| 1981.       | 1.876       |             |
| 1991.       | 1.894       | 1.864       |
| 2002.       | 1.879       | 1.895       |

| Етнички састав према попису из 2002.‍ | Етнички састав према попису из 2002.‍ | Етнички састав према попису из 2002.‍ | Етнички састав према попису из 2002.‍ | Етнички састав према попису из 2002.‍ |
| ------------------------------------ | ------------------------------------ | ------------------------------------ | ------------------------------------ | ------------------------------------ |
|                                      |                                      |                                      |                                      |                                      |
| Срби                                 | Срби                                 |                                      | 1.761                                | 93,72%                               |
| Роми                                 | Роми                                 |                                      | 27                                   | 1,43%                                |
| Хрвати                               | Хрвати                               |                                      | 3                                    | 0,15%                                |
| Словенци                             | Словенци                             |                                      | 1                                    | 0,05%                                |
| непознато                            | непознато                            |                                      | 75                                   | 3,99%                                |

| Година пописа     | 1948. | 1953. | 1961. | 1971. | 1981. | 1991. | 2002. |
| ----------------- | ----- | ----- | ----- | ----- | ----- | ----- | ----- |
| Број домаћинстава | 350   | 407   | 562   | 470   | 518   | 529   | 605   |

| Број чланова      | 1  | 2   | 3   | 4   | 5  | 6  | 7 | 8 | 9 | 10 и више | Просек |
| ----------------- | -- | --- | --- | --- | -- | -- | - | - | - | --------- | ------ |
| Број домаћинстава | 91 | 149 | 121 | 149 | 56 | 28 | 7 | 3 | 0 | 1         | 3,11   |

| Пол    | Укупно | Неожењен/Неудата | Ожењен/Удата | Удовац/Удовица | Разведен/Разведена | Непознато |
| ------ | ------ | ---------------- | ------------ | -------------- | ------------------ | --------- |
| Мушки  | 771    | 221              | 499          | 29             | 22                 | 0         |
| Женски | 785    | 115              | 511          | 139            | 14                 | 6         |
| УКУПНО | 1.556  | 336              | 1.010        | 168            | 36                 | 6         |

| Пол    | Укупно                    | Пољопривреда, лов и шумарство | Рибарство                            | Вађење руде и камена | Прерађивачка индустрија       |
| ------ | ------------------------- | ----------------------------- | ------------------------------------ | -------------------- | ----------------------------- |
| Мушки  | 430                       | 155                           | 0                                    | 0                    | 156                           |
| Женски | 225                       | 93                            | 0                                    | 0                    | 28                            |
| УКУПНО | 655                       | 248                           | 0                                    | 0                    | 184                           |
| Пол    | Производња и снабдевање   | Грађевинарство                | Трговина                             | Хотели и ресторани   | Саобраћај, складиштење и везе |
| Мушки  | 6                         | 23                            | 32                                   | 1                    | 8                             |
| Женски | 2                         | 3                             | 26                                   | 1                    | 3                             |
| УКУПНО | 8                         | 26                            | 58                                   | 2                    | 11                            |
| Пол    | Финансијско посредовање   | Некретнине                    | Државна управа и одбрана             | Образовање           | Здравствени и социјални рад   |
| Мушки  | 2                         | 2                             | 8                                    | 9                    | 7                             |
| Женски | 2                         | 4                             | 8                                    | 11                   | 32                            |
| УКУПНО | 4                         | 6                             | 16                                   | 20                   | 39                            |
| Пол    | Остале услужне активности | Приватна домаћинства          | Екстериторијалне организације и тела | Непознато            | Непознато                     |
| Мушки  | 5                         | 0                             | 0                                    | 16                   | 16                            |
| Женски | 0                         | 0                             | 0                                    | 12                   | 12                            |
| УКУПНО | 5                         | 0                             | 0                                    | 28                   | 28                            |

## Галерија
- Сеоска школа
- Сеоска школа
- Споменик НОБ-а
- Споменик Стојану Чупићу
- Црква Св. Георгија